# Dampier-Archipel
Der Dampier-Archipel (englisch Dampier Archipelago) ist eine Inselgruppe von 42 weitgehend unbewohnten Inseln und Felsen auf einer Seefläche von rund 1.000 km². Er gehört zum Dampier Ward der Local Government Area (Verwaltungsbezirk) Karratha City in der westaustralischen Region Pilbara. 88 Kilometer im Westen liegen die Montebello-Inseln.
Die einzelnen Inseln sind von sehr unterschiedlicher Größe, von rund einem Hektar bis 3290 ha (Enderby Island). Er befindet sich im östlichen Indischen Ozean vor der Stadt Dampier. Seinen Namen erhielt er nach dem englischen Freibeuter William Dampier, der im Jahr 1699 hier segelte und eine der Inseln Rosemary Island benannte. Nach Dampier wurde auch die östlich liegende Burrup-Halbinsel von britischen Siedlern früher Dampier Island genannt. Der Mermaid Sound, die Hauptwasserstraße zum Port Dampier, teilt den Archipel in eine östliche und eine westliche Gruppe.
Nördlichster Punkt des Archipels ist Cape Legendre auf Legendre Island, bei 20° 21′ 20″ S, 116° 49′ 54″ O. Östlichste Insel ist Delambre Island, westlichste Egret Island, und südlichste West Intercourse Island.
Eine Feldstudie des Western Australia Museums unter Teilnahme von Forschern aus 15 Nationen wies für das Gebiet des Archipels eine Artenvielfalt von rund 3200 Arten nach. Damit gleicht die Biodiversität der Region jener des Great Barrier Reef vor der Küste Queenslands. Die meisten der Inseln stehen unter Naturschutz, sollen jedoch unter Auflagen dem Ökotourismus zugänglich gemacht werden. Die direkt an der Küste liegenden Inseln sind teilweise Industriegebiet, East Intercourse Island gehört zum Hafen der Stadt Dampier.
Auf den Inseln des Archipels befindet sich eine der größten Ansammlungen australischer Rock Art, insbesondere bis zu 30.000 Jahre alte Steinritzungen auf Felsen, die zur größten Ansammlung von Petroglyphen der Welt gerechnet werden. Bis in die 1860er Jahre befanden sich Kultstätten des Aborigines-Stammes der Jaburrara auf den Inseln, die auch Angehörige anderer Stämme aufsuchten.
Im Jahre 1868 wurden bis zu 150 Jaburrara während des Flying Foam massacre durch die britischen Kolonisatoren nach einem Vorfall auf einem Perlenfischerboot getötet, seit dieser Zeit entvölkerten sich die Inseln schrittweise, seit spätestens 1963 sind sie unbewohnt.
Der Dampier-Archipel und die Burrup Peninsula sind seit dem 3. Juli 2007 in die Australian National Heritage List als schützenswertes Kulturgut eingetragen.

## Inseln
| Insel(n) des Dampier-Archipels | Fläche in ha | Koordinaten                   | Lage |
| ------------------------------ | ------------ | ----------------------------- | ---- |
| Enderby Island                 | 3290         | 20° 36′ 30″ S, 116° 31′ 17″ O | West |
| Dolphin Island                 | 3203         | 20° 29′ 39″ S, 116° 51′ 39″ O | Ost  |
| West Intercourse Island        | 2300         | 20° 42′ 27″ S, 116° 36′ 27″ O | Süd  |
| West Lewis Island              | 2082         | 20° 35′ 24″ S, 116° 37′ 37″ O | West |
| Legendre Island                | 1300         | 20° 23′ 17″ S, 116° 52′ 50″ O | Ost  |
| Rosemary Island                | 1062         | 20° 28′ 54″ S, 116° 35′ 37″ O | West |
| East Lewis Island              | 1018         | 20° 36′ 29″ S, 116° 39′ 38″ O | West |
| Angel Island                   | 880          | 20° 29′ 11″ S, 116° 48′ 34″ O | Ost  |
| Gidley Island                  | 845          | 20° 26′ 55″ S, 116° 49′ 16″ O | Ost  |
| Dixon Island                   | 500          | 20° 37′ 31″ S, 117° 3′ 51″ O  | Ost  |
| Collier Rocks                  | 408          | 20° 24′ 28″ S, 116° 51′ 3″ O  | Ost  |
| Delambre Island                | 320          | 20° 26′ 48″ S, 117° 4′ 52″ O  | Ost  |
| East Intercourse Island        | 300          | 20° 39′ 12″ S, 116° 41′ 4″ O  | Süd  |
| unbenannt (Gidley Islet)       | 259          | 20° 25′ 23″ S, 116° 49′ 20″ O | Ost  |
| Malus Island                   | 246          | 20° 31′ 4″ S, 116° 40′ 30″ O  | West |
| Eaglehawk Island               | 140          | 20° 39′ 26″ S, 116° 26′ 26″ O | West |
| Hauy Island                    | 105          | 20° 26′ 4″ S, 116° 58′ 7″ O   | Ost  |
| Goodwyn Island                 | 65           | 20° 32′ 8″ S, 116° 32′ 20″ O  | West |
| Keast Island                   | 51           | 20° 23′ 20″ S, 116° 49′ 54″ O | Ost  |
| Lady Nora Island               | 27           | 20° 27′ 23″ S, 116° 37′ 42″ O | West |
| Elphick Nob                    | 22           | 20° 28′ 3″ S, 116° 37′ 42″ O  | West |
| Intercourse Island             | 20           | 20° 39′ 12″ S, 116° 38′ 46″ O | Süd  |
| Mistaken Island                | 20           | 20° 39′ 15″ S, 116° 39′ 48″ O | Süd  |
| Wilcox Island                  | 20           | 20° 26′ 58″ S, 116° 50′ 28″ O | Ost  |
| Cohen Island                   | 11           | 20° 23′ 10″ S, 116° 48′ 21″ O | Ost  |
| Conzinc Island                 | 11           | 20° 32′ 59″ S, 116° 48′ 16″ O | Ost  |
| Tidepole Island                | 10           | 20° 38′ 53″ S, 116° 42′ 42″ O | Ost  |
| Walcott Island                 | 10           | 20° 39′ 30″ S, 116° 57′ 38″ O | Ost  |
| Brigadier Island               | 6            | 20° 26′ 37″ S, 116° 37′ 1″ O  | West |
| Kendrew Island                 | 6            | 20° 28′ 40″ S, 116° 32′ 17″ O | West |
| Haycock Island                 | 5            | 20° 39′ 57″ S, 116° 37′ 28″ O | Süd  |
| Bare Rock                      | 3            | 20° 33′ 1″ S, 116° 26′ 33″ O  | West |
| Mawby Island                   | 3            | 20° 31′ 11″ S, 116° 41′ 40″ O | West |
| East Mid Intercourse Island    | 2            | 20° 40′ 1″ S, 116° 40′ 5″ O   | Süd  |
| Pemberton Island               | 2            | 20° 39′ 44″ S, 116° 57′ 8″ O  | Ost  |
| West Mid Intercourse Island    | 2            | 20° 40′ 33″ S, 116° 39′ 20″ O | Süd  |
| Egret Island                   | 1            | 20° 39′ 10″ S, 116° 25′ 52″ O | West |
| Miller Rocks                   | 1            | 20° 26′ 23″ S, 116° 38′ 30″ O | West |
| Nelson Rocks                   | 1            | 20° 26′ 54″ S, 116° 40′ 24″ O | West |
| Roly Rock                      | 1            | 20° 29′ 58″ S, 116° 30′ 26″ O | West |
| Tozer Island                   | 1            | 20° 27′ 21″ S, 116° 50′ 26″ O | Ost  |
| Sandy Island                   | 1            | 20° 42′ 43″ S, 116° 34′ 5″ O  | Süd  |
| Dampier Islands                | 18560        | 20° 22′ 38″ S, 116° 52′ 29″ O |      |